# Stella Jepsen
Stella Nova Jepsen, född 25 oktober 1964 i Stallarholmen, är en svensk målare och tecknare. 
Jepsen studerade teckning och måleri under 5 år. Hon arbetar i huvudsak med tecknade abstraktioner och deltagit i ett flertal samlingsutställningar. Jepsen är representerad i Eskilstuna kommun.